# Minnesota Democratic-Farmer-Labor Party
Minnesota Democratic-Farmer-Labor Party (Demokratyczno-Farmersko-Robotnicza Partia Minnesoty) (skrót: DFL) – regionalna partia polityczna działająca w stanie Minnesota. Stowarzyszona z ogólnokrajową Partią Demokratyczną (na podobnej zasadzie co Bawarska CSU z CDU).

## O partii
Członkowie DFL na szczeblu federalnym (kongresmeni, senatorzy i inni) są jednocześnie deputowanymi/senatorami/urzędnikami z ramienia ogólnokrajowych demokratów. Właściwie można uważać ją za lokalną organizację demokratów.
DFL powstała 15 kwietnia 1944 roku w wyniku połączenia lokalnej Partii Demokratycznej i Partii Farmersko-Robotniczej. Inicjatorem fuzji i pierwszym liderem DFL był Hubert Humphrey, który został w roku 1948 wybrany demokratycznym senatorem, a w 1964 wiceprezydentem u boku prezydenta Lyndona B. Johnsona. W roku 1968 był kandydatem demokratów na urząd prezydenta, ale przegrał z republikaninem Richardem Nixonem. Innym prominentnym członkiem DFL jest Walter Mondale, również senator, wiceprezydent w gabinecie Jimmy’ego Cartera i pokonany kandydat prezydencki w roku 1984.

## Kongresmeni USA
W 110. Kongresie Stanów Zjednoczonych (2007-2009) partia DFL miała sześciu kongresmenów (1 senatora i 5 reprezentantów):
- Amy Klobuchar – senator 1 klasy stanu Minnesota
- Tim Walz – reprezentant 1. okręgu stanu Minnesota
- Betty McCollum – reprezentant 3. okręgu stanu Minnesota
- Keith Ellison – reprezentant 5. okręgu stanu Minnesota
- Collin Peterson – reprezentant 7. okręgu stanu Minnesota
- Jim Oberstar – reprezentant 8. okręgu stanu Minnesota.

Kongresmeni z DFL w swoich izbach są członkami klubu demokratów.